# Tống Triết Nguyên
Tống Triết Nguyên (tiếng Trung: 宋哲元, Song Zheyuan; 1885-1940), tự Minh Hiên (明軒), là một tướng lĩnh Trung Hoa Dân quốc trong Nội chiến Trung Hoa và Chiến tranh Trung-Nhật (1937-1945). Nổi lên với tư cách là một thuộc hạ của quân phiệt Phùng Ngọc Tường, ông cùng với Trương Chi Giang, Lộc Chung Lân, Trịnh Kim Thanh, Lưu Úc Phân được mệnh danh là "Ngũ hổ tướng" của quân phiệt này.

## Thân thế và thời thanh niên
Tống Triết Nguyên sinh ngày 30 tháng 10 năm 1885 tại làng Triệu Hồng, phía tây bắc huyện Nhạc Lăng, tỉnh Sơn Đông. Thời niên thiếu, tuy gia cảnh nghèo khó, nhưng ông cố gắng theo học với người chú ruột, một thầy đồ trong một trường tư thục Nho giáo ở huyện Duyên Sơn.

## Bước đầu binh nghiệp
Năm 1907, ông tòng quân, gia nhập Bắc Dương Lục quân, làm bộ thuộc của Lục Kiến Chương, theo Lục về Vũ Vệ Hữu quân, được Lục chú ý cho theo học tại Võ bị Học đường. Sau khi tốt nghiệp, Tống về làm bộ thuộc của Phùng Ngọc Tường, được Phùng giao làm Trung đội trưởng trong Tiểu đoàn 2 của Phùng.
Năm 1913, Tống được cất nhắc lên Đại đội trưởng. Không lâu sau, Tống theo Phùng, bấy giờ chỉ huy Lữ đoàn hỗn hợp 16 chinh chiến nhiều nơi, được thăng lên chức Trung đoàn phó. Tống được Phùng rất ưu ái, đánh cưới của Tống, Phùng đứng ra làm chủ hôn.
Năm 1917, Tống theo Phùng đánh bại Trương Huân trong cuộc khôi phục đế chế 100 ngày. Khi Phùng được thăng làm Sư đoàn trưởng Sư đoàn 11, Tống cũng được cất nhắc lên Trung đoàn trưởng trong sư đoàn của Phùng. Trong chiến tranh Trực - Phụng lần thứ nhất, Tống lập được nhiều công lao, được Phùng cất nhắc lên làm Lữ đoàn trưởng Lữ đoàn hỗn hợp 25.

## Hổ tướng Phụng hệ
Tháng 10 năm 1924, Phùng làm cuộc chính biến tại Bắc Kinh và sau đó cải tổ lực lượng bản bộ thành Quốc dân quân (國民軍). Tống được Phùng bổ nhiệm làm Sư đoàn trưởng Sư đoàn 11 Quốc dân quân. Năm sau, Tống được Phùng cho làm Đô thống Nhiệt Hà. Tống đã có nhiều nỗ lực để phục hồi nông nghiệp cho Nhiệt Hà, đồng thời phát triển xưởng quân giới tại đây, đạt mức có thể chế tạo được kiểu súng Mauser C96 để trang bị cho Quốc dân quân.
Tháng 1 năm 1926, Phùng Ngọc Tường thất bại trong chiến tranh Trực - Phụng lần thứ hai, bỏ trốn sang Liên Xô. Lực lược Quốc dân quân do Trương Chi Giang và Lộc Chung Lân lãnh đạo. Tống bấy giờ nhận chức Tổng tư lệnh Tây lộ, phò tá Trương, Lộc tác chiến, đưa lực lượng còn lại của Quốc dân quân về được Tuy Viễn.
Tháng 9 năm 1926, Phùng Ngọc Tường trở về nước, tuyên bố quy phục Quốc dân đảng, cải tổ Quốc dân quân thành Tập đoàn quân số 2 Quốc dân Cách mệnh Quân. Tháng 6 năm 1927, Tống Triết Nguyên được bổ nhiệm làm Tổng chỉ huy Phương diện quân số 4 thuộc Tập đoàn quân số 2. Tháng 11 cùng năm, Tống nhậm chức Chủ tịch Chính phủ tỉnh Thiểm Tây.
Sau Chiến tranh Bắc phạt, Phùng Ngọc Tường và Tưởng Giới Thạch phát sinh mâu thuẫn, Tống theo Phùng làm cuộc chiến tranh phản Tưởng. Tuy nhiên đến năm 1930, Phùng đại bại, đưa tàn quân rút về địa bàn của Tống. Sau đó, Phùng cùng Trương Học Lương (Trương vốn được Tưởng cử đi chiêu dụ Phùng) hợp tác. Phùng sau đó biên chế lại quân bản bộ, chia lực lượng thành 3 quân đoàn, mỗi quân đoàn có 3 sư đoàn, nhập vào với Đông Bắc quân của Trương, trú đóng tại Sơn Tây. Tháng 6 năm 1931, lục lượng bản bộ của Tống biên chế lại thành Quân đoàn 29 và Tống vẫn được giao làm Tư lệnh. Quân đoàn 29 của Tống đóng tại Nam Sơn Tây, chịu trách nhiệm phòng thủ biên giới các tỉnh Nhiệt Hà và Sát Cáp Nhĩ trước quân Nhật tại Mãn Châu quốc.

## Chủ tịch tỉnh Sát Cáp Nhĩ
Tống là Chủ tịch tỉnh Sát Cáp Nhĩ khi Nhật Bản xâm lược các tỉnh này vào cuối năm 1932. Dù trang bị kém cỏi so với quân Nhật, Tống chỉ huy Binh đoàn 29 chống lại quân Nhật trong Đại chiến Trường Thành (熱河長城之戰). Quân Nhật tiến đến ngoại ô Bắc Kinh và Thiên Tân sau những chiến thắng dễ dàng. Tống bị cách chức nhưng được tái bổ nhiệm sau khi ký kết Thỏa ước Ho-Umezu.

## Cuối đời
Trong Sự biến Lư Câu Kiều, Binh đoàn 29 phải chống lại đạo quân Quan Đông Nhật Bản. Lực lượng của Tống tiêu hao một nửa sau thất bại và bị quân Nhật truy kích dọc đường sắt Tân Phố đến tận tỉnh Sơn Đông trong Chiến dịch đường sắt Bắc Bình–Hán Khẩu. Tuy nhiên Hàn Phúc Củ, Chủ tịch tỉnh và bị nghi ngờ là thông đồng với Nhật, cấm Tống không được rút qua sông Hoàng Hà, khiến Binh đoàn 29 bị tiêu diệt tại Thạch Gia Trang vào tháng 12 năm 1937 và tháng 1 năm 1938. Số tàn quân còn lại liên tiếp thất bại trước Lục quân Đế quốc Nhật Bản và chuyển sang đánh du kích trong vùng đồi núi trên biên giới hai tỉnh Hà Nam và Sơn Tây từ tháng 2 năm 1938.
Không lâu sau, Tống mắc bệnh nặng rồi mất ngày 5 tháng 4 năm 1940, ở tuổi 56 tại Miên Dương, Tứ Xuyên sau vài nỗ lực chữa trị bất thành tại Quế Lâm, Trùng Khánh và Thành Đô. Chính phủ Quốc dân truy phong ông quân hàm Nhất cấp Thượng tướng (Đại tướng).